# Sowjetische Raumfahrt

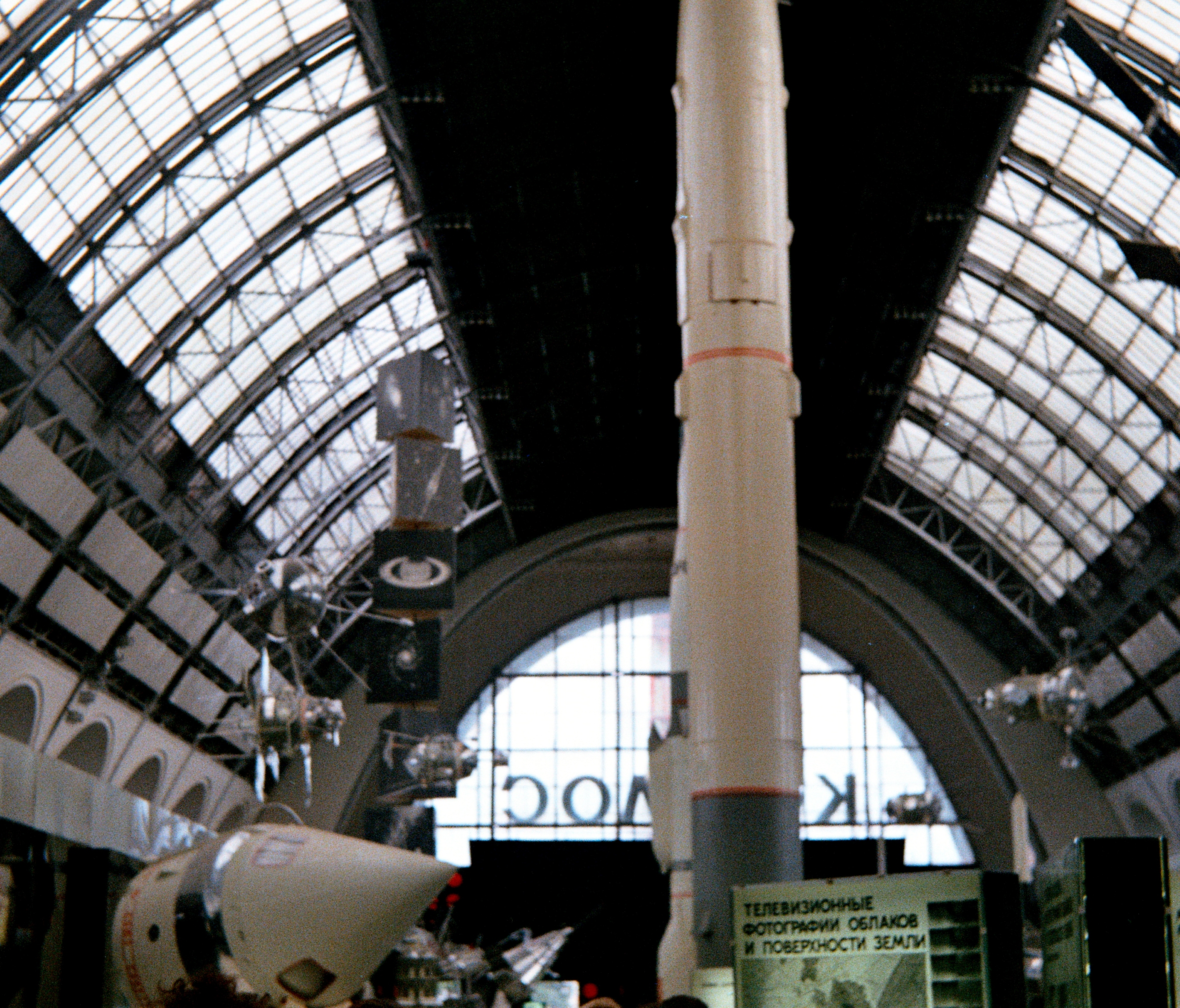
Schau der Wirtschaftserfolge, Moskau – Halle des Kosmos (1968)

Die sowjetische Raumfahrt begann mit dem Start des ersten Erdsatelliten Sputnik 1 im Oktober 1957 und setzte in den folgenden Jahren weitere Maßstäbe, von denen Juri Gagarin am 12. April 1961 als erster Mensch im Weltall und Erdorbit nur ein Höhepunkt war. Im Bereich der bemannten Raumfahrt lag der Schwerpunkt dann seit den 1970er Jahren bei den orbitalen Raumstationen Saljut und später der Mir. Weiterhin gab es seit den 1960er Jahren viele Erfolge bei der unbemannten Erforschung des Mondes und der Venus. Die unbemannten Missionen zum Planeten Mars waren dagegen größtenteils Fehlschläge. Viele Details der Programme wurden erst seit dem Ende der 1980er Jahre und nach dem Zerfall der Sowjetunion bekannt. Nach dem Ende der Sowjetunion 1991 wurden die Programme im Wesentlichen von Russland übernommen und weitergeführt. Einige Raketenprojekte verblieben in der Ukraine.

## Grundlagen

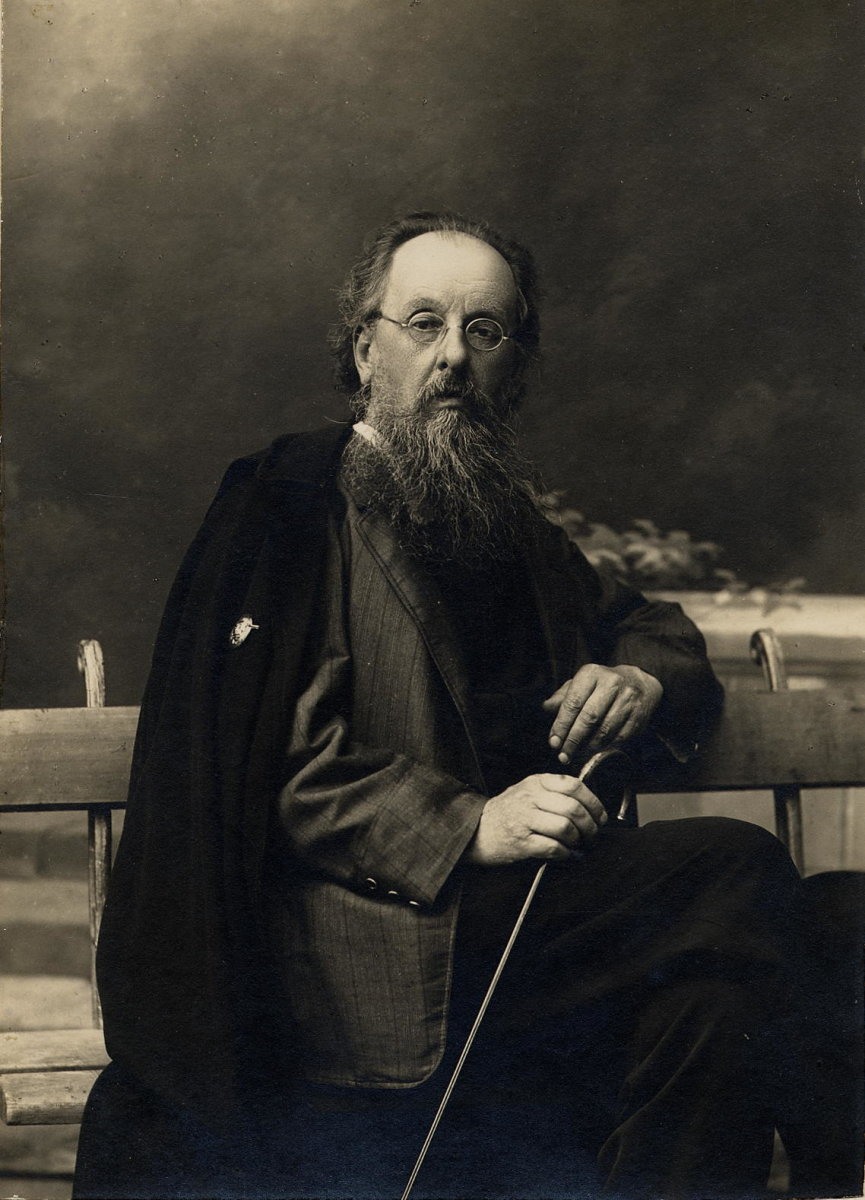
Ziolkowski, 1924

Die theoretischen Grundlagen des Weltraumflugs wurden bereits Anfang des 20. Jahrhunderts vom russischen Wissenschaftler Konstantin Ziolkowski gelegt. Etwa seit Beginn des Ersten Weltkriegs entwickelte das zaristische Russland, dann die UdSSR kleinere Raketen. Bekannt wurde vor allem der ab 1938 militärisch eingesetzte Katjuscha-Raketenwerfer (auch als Stalinorgel bekannt). Erste Projekte zur Schaffung von Raketen mit Flüssigkeitstriebwerken, wie die RDD-604, wurden durch den deutschen Angriff auf die Sowjetunion unterbrochen.
Ein wichtiger Impuls für das sowjetische, ebenso wie für das US-amerikanische, Raketenprogramm war die deutsche Rakete A4 ('V2'), die nach 1945, begleitet von einer Reihe von Ingenieuren, als Kriegsbeute in die Sowjetunion kam. Diese erste Großrakete wurde analysiert, nachgebaut und schrittweise in Präzision, Nutzlast und Reichweite verbessert. Anders als in den USA, wo u. a. der frühere Leiter des deutschen Raketenprogramms Wernher von Braun die weitere Entwicklung bis zur Mondlandung im Jahr 1969 leitete, durften die deportierten deutschen Techniker um Helmut Gröttrup in den Jahren 1952 und 1953 nach Deutschland zurückkehren.

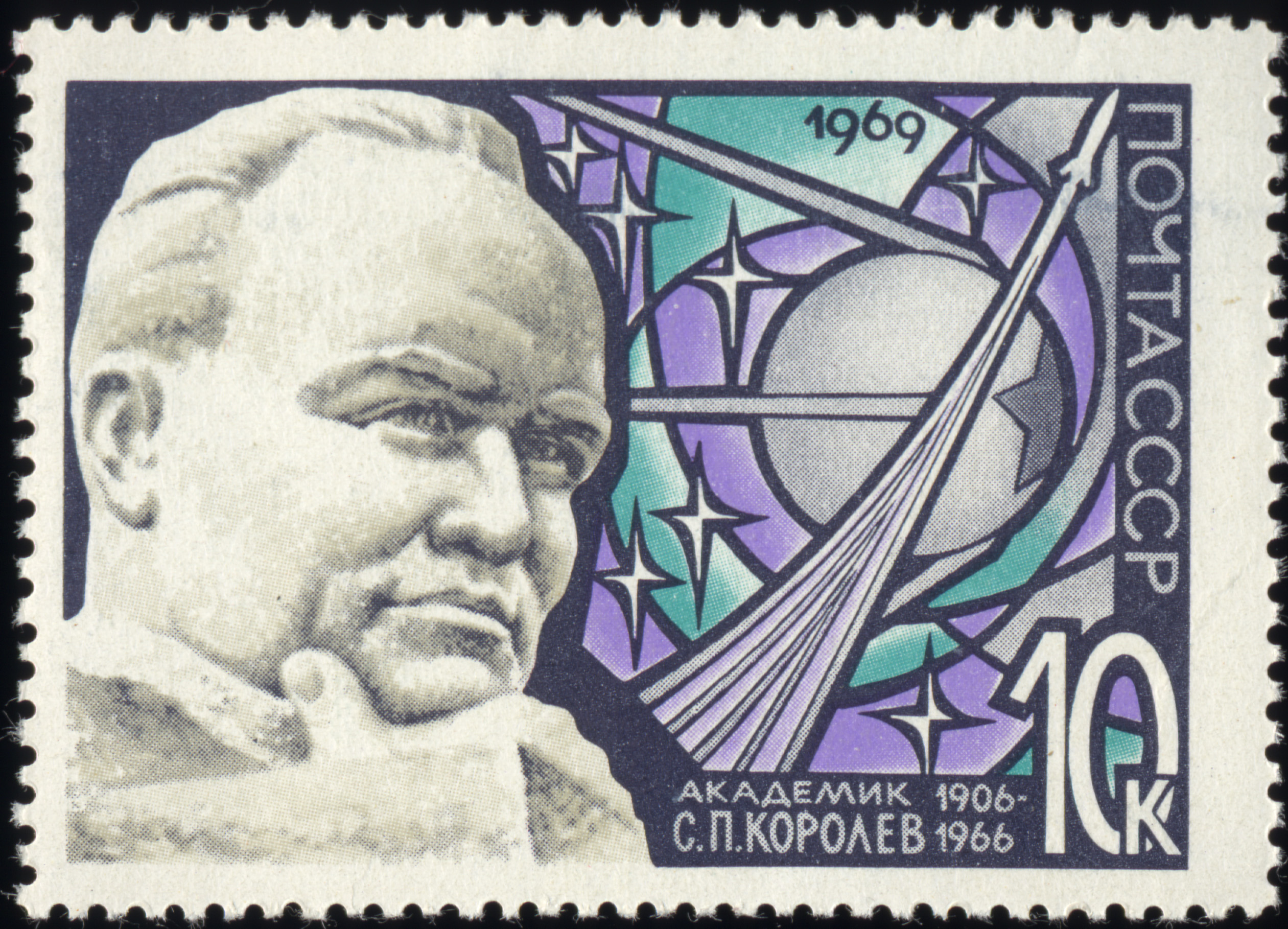
Sergei P. Koroljow auf einer sowjetischen Briefmarke (1969)

Der führende Kopf der sowjetischen Raketenentwicklung war Sergei Koroljow, dessen überragende Bedeutung im Osten erst nach seinem Tod am 14. Januar 1966 offiziell anerkannt wurde. Das sowjetische Raumfahrtprogramm war, wie das amerikanische, von Beginn an eng an militärische Interessen geknüpft und unterlag strengster Geheimhaltung. Koroljow war, ähnlich wie von Braun, von den Möglichkeiten der Raumfahrt fasziniert, konnte sich aber anfangs nur hinter den Kulissen für die Nutzung der Großraketen zu friedlichen Zwecken einsetzen.
Die sowjetische Raumfahrt war anders organisiert als die der USA: Die amerikanische Raketenentwicklung erfolgte in den drei Teilstreitkräften Heer, Marine und Luftwaffe getrennt; so stand etwa von Brauns Redstone-Entwicklung in Konkurrenz zu einem Marine-Programm. Später wurde dann mit der NASA eine eigene Behörde für die zivile Raumfahrt gegründet, während die militärische Raketenentwicklung weiter in den drei Teilstreitkräften erfolgte.
In der UdSSR wurde dagegen eine eigene Teilstreitkraft geschaffen: Die kosmischen Streitkräfte (WKS – Wojenno-Kosmitscheskije Sily), die sowohl für die militärische als auch die zivile Entwicklung zuständig war. Erst mit der Gründung der Russischen Föderation 1992 wurde dort mit Roskosmos eine eigene, zivile Raumfahrtagentur gegründet.
Das OKB-1 (Konstruktionsbüro) von Sergei Koroljow widmete sich den kryogenen Flüssigbrennstoff-Raketen, mit denen Sergei Koroljow in den späten 1930er Jahren experimentiert hatte.

## Vorkriegs-Bemühungen
Die Theorie der Weltraumforschung hatte eine solide Basis im Russischen Reich vor dem Ersten Weltkrieg mit den Schriften von Konstantin Ziolkowski (1857–1935), der bahnbrechende Arbeiten im späten 19. und frühen 20. Jahrhundert veröffentlicht hatte und 1929 das Konzept der mehrstufigen Rakete einbrachte. 1924 wurde von raumfahrtbegeisterten Studenten die Gesellschaft zum Studium interplanetarer Verbindungen gegründet. Frühe Experimente wurden von in den 1920er und 1930er Jahren und von Mitgliedern der 1931 gegründeten Gruppe zur Erforschung reaktiver Antriebe GIRD durchgeführt, in der Pioniere wie Sergei Koroljow, der von der Reise zum Mars träumte, und der deutsch-russische Ingenieur Friedrich Zander arbeiteten. Am 18. August 1933 startete die GIRD die erste sowjetische Flüssigbrennstoff-Rakete GIRD-09 und am 25. November 1933 die erste Hybridrakete GIRD-X. 1940 bis 1941 erfolgte ein weiterer Fortschritt bezüglich des reaktiven Antriebs, nämlich die Entwicklung und Serienproduktion des Mehrfachraketenwerfers Katjuscha.

## Der deutsche Entwicklungsbeitrag

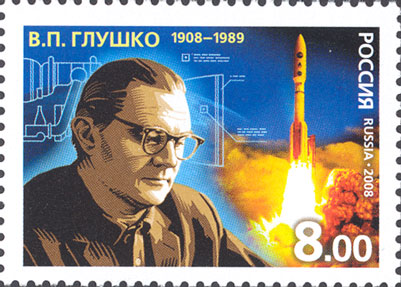
Gluschko

Bis Mitte der 1930er Jahre war die sowjetische Raketentechnik vergleichbar mit dem Stand in Deutschland. Danach wurde deren Fortschritt aber von Stalins Großer Säuberung erheblich gehemmt. Viele führende Ingenieure wurden getötet, der Raketenspezialist Sergei Koroljow und der Triebwerksspezialist Walentin Gluschko wurden von 1938 bis 1945 im Gulag und der Scharaschka inhaftiert. Obwohl die Katjuscha sehr effektiv an der Ostfront im Zweiten Weltkrieg war, begeisterte der weit fortgeschrittene Stand des deutschen Raketenprogramms russische Ingenieure, die ihre Überreste in der Heeresversuchsanstalt Peenemünde und der Mittelwerk GmbH in Bleicherode und Nordhausen nach dem Ende des Krieges in Europa besichtigten. Die Amerikaner hatten heimlich in der Operation Paperclip mehr als 120 führende deutsche Wissenschaftler sowie mehr als 100 fertige V2-Raketen und deren Entwicklungsdokumente in die Vereinigten Staaten verbracht und damit die Kenntnisse zum A4 weitgehend dem sowjetischen Zugriff entzogen.

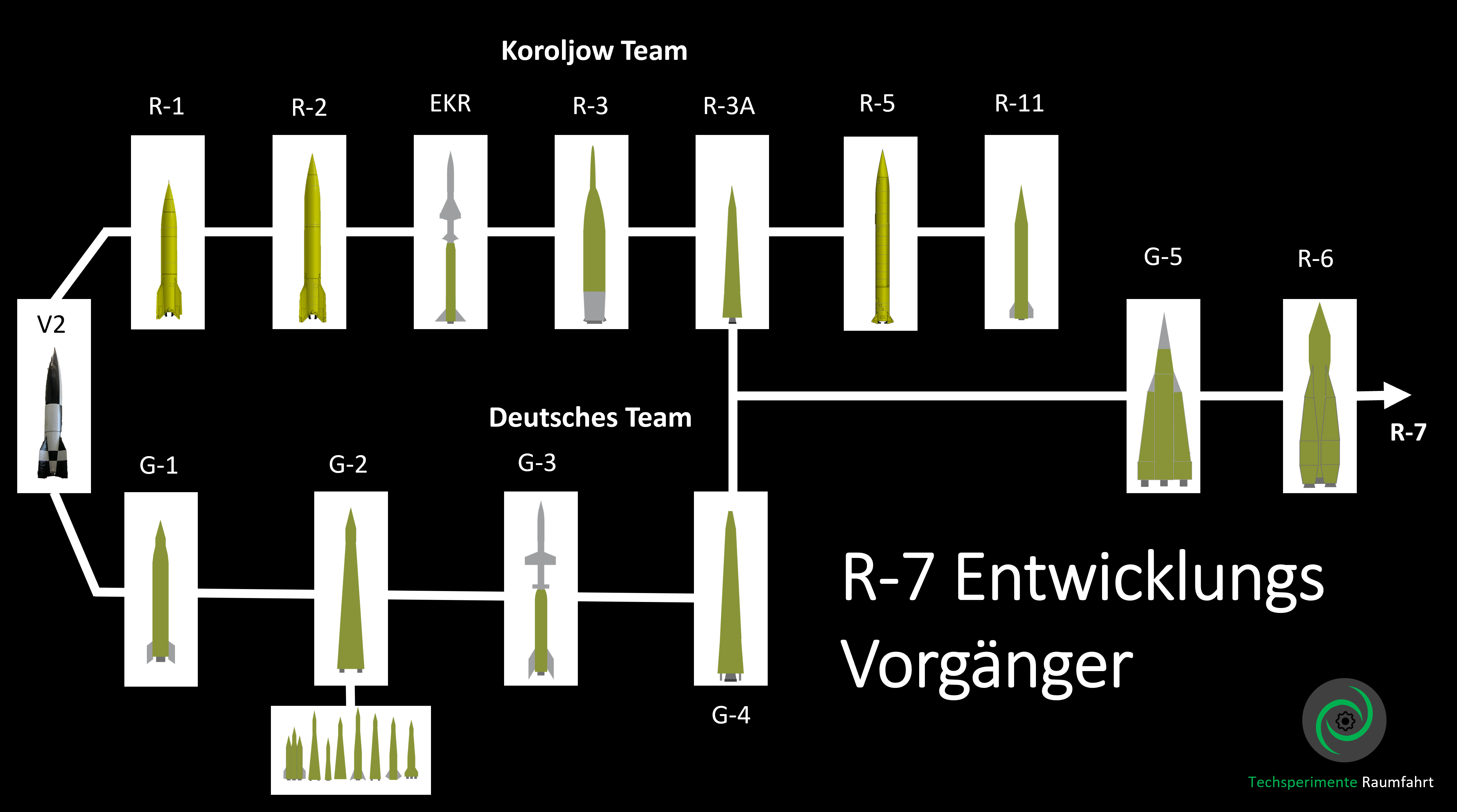
Genealogie der Entwicklungsgeschichte der R-7

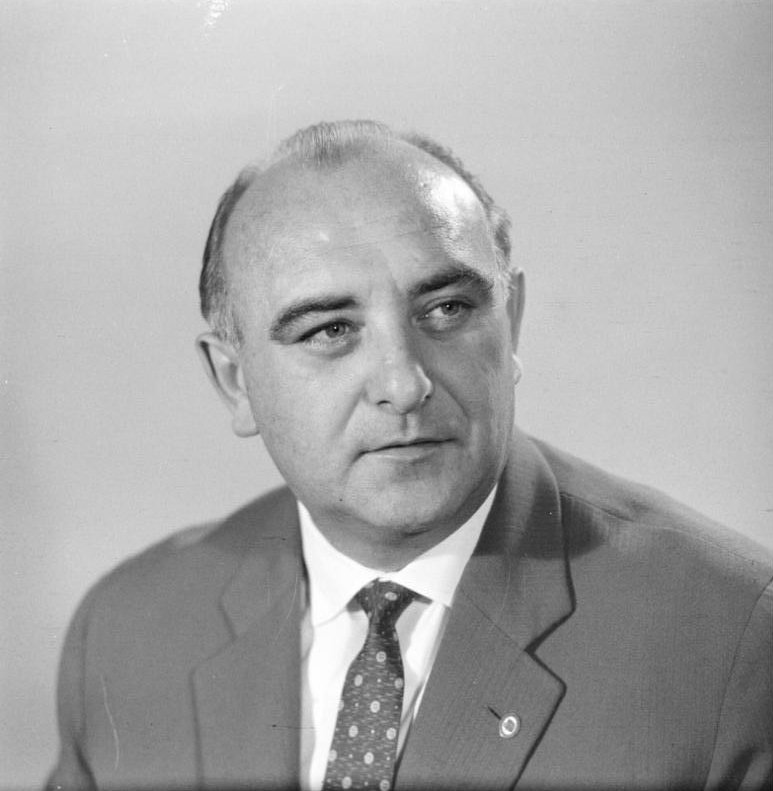
Erich Apel, 1963

Trotzdem profitierte auch das sowjetische Raketenprogramm stark von den deutschen Entwicklungen und der Zuarbeit deutscher Wissenschaftler. Bereits im August 1944 fielen der Sowjetunion bei der Eroberung des Testgeländes im polnischen Dębice Trümmer zerlegter A4-Raketen und Reste demontierter Abschussanlagen in die Hände. Dieser Fund ermöglichte es, grundlegende technische Daten des deutschen Raketenprogramms zu sammeln.:33 Bei der Besetzung Peenemündes Anfang Mai 1945 brachte die Rote Armee eine komplette V2 in ihren Besitz.:41 Die militärische Führung Dmitri Ustinow und Lew Gaidukow beauftragte Sergei Koroljow, Walentin Gluschko sowie die Steuerungsspezialisten Nikolai Piljugin und Boris Tschertok ab Juli 1945, die Unterlagen und Fertigungsmittel des A4 vollständig zu rekonstruieren. Mit einigen deutschen Fachkräften gründeten sie im Juli 1945 das Institut Rabe (Institut für Raketenbau und -entwicklung) in Bleicherode und ab September 1945 das Institut Gröttrup unter Leitung des deutschen Raketenexperten Helmut Gröttrup, der von 1939 bis 1945 in Peenemünde in führender Position unter Wernher von Braun gearbeitet hatte. Ab Februar 1946 überführten sie beide Forschungsstätten sowie das Institut Berlin (das sich mit der Rekonstruktion der Flugabwehrrakete Wasserfall beschäftigte) in das Institut Nordhausen (auch Zentralwerke genannt) mit mehr als 5000 deutschen Mitarbeitern unter Helmut Gröttrup als Generaldirektor.:91–102 Erich Apel, der bereits in Peenemünde tätig war, leitete den Triebwerksbau.:97 Da die Amerikaner die meisten führenden Entwickler aus Peenemünde dem sowjetischen Zugriff entzogen hatten, rekonstruierten weitere hochkarätige Experten aus deutschen Hochschulen Entwicklungsunterlagen und Komponenten des A4, darunter Werner Albring aus Hannover für die Aerodynamik und Kurt Magnus sowie Johannes Hoch aus Göttingen für die Kreiselsteuerung. 
Mit diesem massiven Einsatz von Mitteln, der auch die Wiederaufnahme der Produktion von Komponenten und den Zusammenbau von A4-Raketen sowie die Schulung von Raketenstarts in der Sowjetischen Besatzungszone einschloss, verfolgte (und erreichte) die militärische Führung der Sowjetunion einen grundlegenden Wissens- und Technologietransfer der deutschen Raketenentwicklung als strategisches Ziel,:61–90 ohne jedoch erfolgreiche Raketentests des A4 durchführen zu können. Am 13. Mai 1946 beschloss der sowjetische Ministerrat daher die Überführung der deutschen Spezialisten bis Ende 1946 in die UdSSR und veranlasste entsprechende Vorbereitungen.:108,126

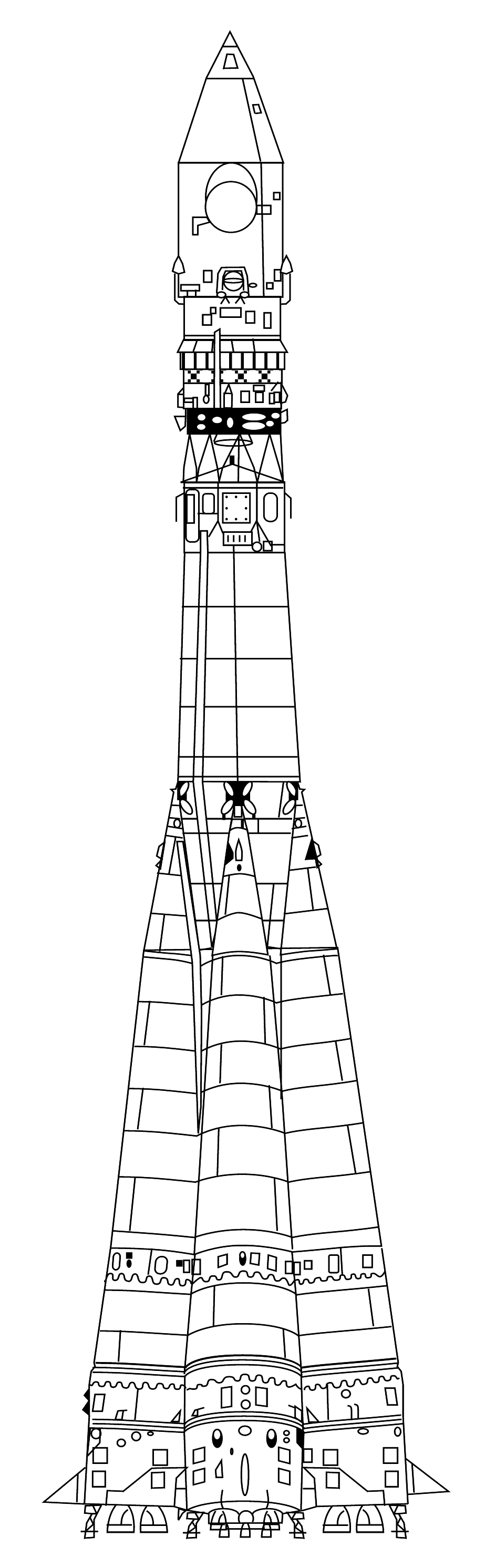
Wostok-Trägerrakete auf Basis der R-7 zum Start von Sputnik-1 mit konischer Form und Bündelung von fünf Triebwerken mit jeweils vier Brennkammern (1957)

Im Oktober 1946 wurde Helmut Gröttrup zusammen mit 160 weiteren ausgewählten Wissenschaftlern und Spezialisten des Institut Nordhausen im Rahmen der Aktion Ossawakim nach Podlipki bei Moskau und auf die Insel Gorodomlja deportiert, um dort die Filiale 1 der Forschungs- und Entwicklungsstätte für Weltraumraketen NII-88 (russ. НИИ-88, научно-исследовательский институт) aufzubauen. Gleichzeitig wurden Fertigungsanlagen in der Sowjetischen Besatzungszone demontiert und in die Sowjetunion verbracht. Auf Basis dieser Vorarbeiten und weiterer Unterstützung des deutschen Kollektivs konnte Sergei Koroljow in Deutschland gefertigte A4 im Oktober 1947 erfolgreich auf dem Testgelände Kapustin Jar starten. Danach baute die sowjetische Fertigung ein modifiziertes A4 unter Verwendung sowjetischer Ersatzwerkstoffe mit der Bezeichnung R-1 auf und startete es erstmals am 13. Oktober 1948 erfolgreich auf dem Testgelände Kapustin Jar.:172–176 Durch den Nachbau der deutschen Geräte sowie die Zuarbeiten des verschleppten deutschen Kollektivs machte sich die sowjetische Rüstungsindustrie mit den Besonderheiten der Raketentechnik und -fertigung vertraut, bildete rasch eine große Anzahl an Ingenieuren und Technikern aus und beschleunigte damit den Aufbau der eigenen Forschung und Entwicklung.:149
Offizielle sowjetische und russische Quellen verleugneten aus politischen Gründen die Arbeiten des deutschen Kollektivs, so dass westliche Raumfahrthistoriker daraus den Schluss zogen, dass deutsche Beiträge ab 1948 kaum noch relevant waren. Später zugängliche Quellen (u. a. CIA, russische Veröffentlichungen) belegen jedoch die wesentliche deutsche Zuarbeit bis Anfang der 1950er für die Gestaltung der Mittelstreckenrakete R-5 und der Interkontinentalrakete R-7.

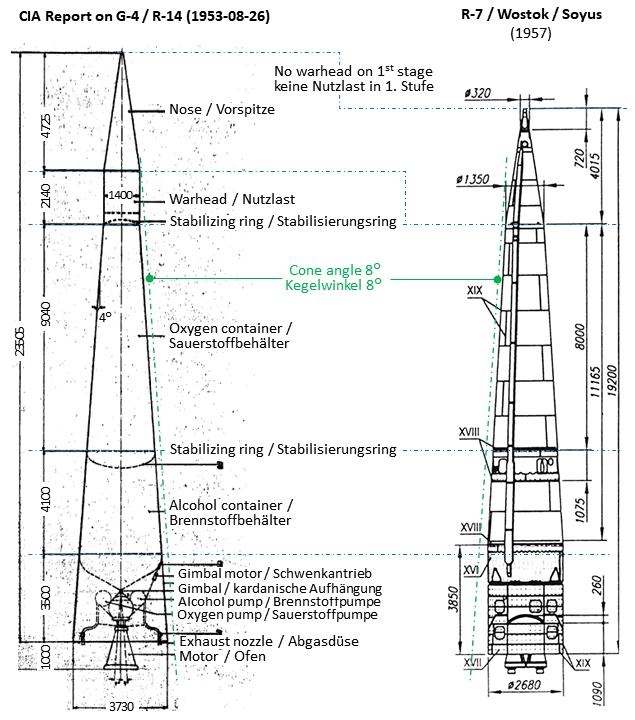
Vergleich des konischen G-4 (R-14) Konzepts mit den R-7 Boostern

Das Gewicht der sowjetischen Atomsprengköpfe benötigte leistungsfähigere Raketen. Hierfür konzipierte das deutsche Kollektiv im Zeitraum 1947 bis 1949 mit den Entwürfen der G-1 (russ. R-10), G-2 (russ. R-12) und G-4 (russ. R-14) eine Reihe von konstruktiven Verbesserungen für die Erhöhung der Reichweite, die Verbesserung der Treffgenauigkeit und Vereinfachung für eine höhere Zuverlässigkeit:
- die Erhöhung des Triebwerksdrucks auf 60 atü für einen besseren Wirkungsgrad (Entwicklung des deutschen Kollektivs in Chimki unter Gluschko)[13]
- die Beschränkung der Beschleunigung in der späten Antriebsphase zur Reduzierung der Kräfte und damit des Gewichts mit verbesserter Treffgenauigkeit durch genauere Abschaltung[14]:Pkt. 23
- gerade Antriebsbahn mit Fernlenkverfahren durch Peilstrahlen und genaue Steuerung des Brennschlusses
- verbesserte Kreiselsysteme inkl. zugehöriger Simulationssysteme[3]:S. 178–179
- die Bündelung von Raketentriebwerken zusammen mit der Möglichkeit der Kompensation eines Triebwerksausfall durch Abschalten des symmetrisch gegenüberliegenden Triebwerks (bei der späteren Interkontinentalrakete R-7 und der Sputnik-Trägerrakete wurden 4x4 Brennkammern für die erste Stufe als RD-107 sowie 4 Brennkammern als RD-108 für die zentrale Stufe gebündelt)[12]
- die Vektorsteuerung durch Schwenken der Triebwerke anstelle der aufwändigen Strahlruder aus Graphit und aerodynamisch ungünstiger Luftruder[3]:S. 168,211 (erstmals 1961 angewandt in der ersten Stufe der Interkontinentalrakete R-9[15] und später beim Triebwerk RD-170 für die wiederverwendbare Trägerrakete Energija)
- die Drallstabilisierung durch schwenkbare Vernierdüsen, die mit dem Turbinenabgas arbeiten[16]:Pkt. 50 (erstmals angewandt beim RD-107 für die R-7, jedoch aufgrund größerer Leistung mit eigenen Verbrennung)
- die konische Form des Raketenkörpers (mit 8 Grad Kegelwinkel) für eine stabile Aerodynamik (ohne aufwendige Windkanalversuche zur Optimierung über den gesamten Geschwindigkeitsbereich und zugehöriger Tanklast)[2][9][16]:Pkt. 50 (diese Bauform wurde für die vier Boosterraketen der R-7 angewandt)[17][18][6]:S. 19–20
- die Verwendung der innendruckstabilisierten Tankwandung als dünnwandige selbsttragende Struktur (<2 mm) zur Gewichtsreduzierung[3]:S. 177[16]:Pkt. 6a,10b,26-33
- Anordnung des Sauerstofftanks oberhalb des Brennstofftanks zur Verbesserung der Schwerpunktslage[14]:Pkt. 21 (erstmals genutzt bei R-5)[6]:S. 18
- die Verwendung gekühlter Verbrennungsgase des Raketentriebwerks für den Antrieb der Turbopumpen (anstelle separater Gasgeneratoren)[1]:S. 209–215[14]:Pkt. 18 als Basis für die Entwicklung des sowjetischen Raketentriebwerks RD-170[6]:S. 20–21
- Reduzierung des Schub-/Gewichtsverhältnisses von ursprünglich 2,0 auf 1,2 zur Optimierung der Reichweite[14]:Pkt. 25 (die R-7 für Sputnik startete mit einem Verhältnis von 1,4)
- System zur Steuerung der vollständigen synchronen Entleerung des Treibstoff- und Sauerstoffstofftanks bei optimalem Mischungsverhältnis (variables Mischungsverhältnis) zur Optimierung der Reichweite[14]:Pkt. 23 (erstmals für R-7 verwendet)[19][20][6]:S. 18–19

Der US-amerikanische Raumfahrtingenieur Frederick Ordway III beschrieb das Ergebnis wie folgt:

„Die R-14, die schließlich von den Deutschen vorgeschlagen wurde, war sicherlich keine ‚aufgemotzte‘ V2. Sie war ein neuer Ansatz im Raketendesign. In der Tat war sie zu dieser Zeit allem, was von Braun und sein Team in den Vereinigten Staaten vorgeschlagen oder erdacht hatten, weit voraus.“

Koroljow verwendete Teile dieser Vorschläge für die sowjetischen Weiterentwicklungen R2, R-3, R-5 und R-7.:S. 15–18 Sie bereiteten die Entwicklung der Interkontinentalrakete (ICBM) R-7 vor, die im August 1957 erfolgreich getestet wurde und im Oktober 1957 den weltweit ersten Satelliten in eine Umlaufbahn beförderte. 2016 bestätigte das Werk Svezda (russ. Звезда), das russische Nachfolgewerk der Filiale auf der Insel Gorodomlja (heute Solnetschny), die Bedeutung der deutschen Beiträge: „Die deutsche Erfahrung hinsichtlich Grundlagenforschung und praktischer ingenieurmäßiger Anwendung wurde eine gute Schule für die sowjetischen Wissenschaftler. Vom deutschen Kollektiv wurden viele wertvolle Ideen übernommen, die der sowjetischen Raketenindustrie viele Entwicklungsjahre und Fehler ersparten. […] In der technisch vereinfachten Konstruktion einer einstufigen Rakete mit konischer Form wurden erneut viele Innovationen umgesetzt: Zum ersten Mal gab es keine Gasstrahlruder, die Rakete war mit Stufen in längslaufender und querlaufender Teilung versehen, mit einem Bündel von drei Triebwerken als Antriebsblock und einer Triebwerksregelung während der Beschleunigung.“
Wesentlicher Erfolgsfaktor für die sowjetische Raumfahrt war der kompromisslose Einsatz der wirtschaftlichen und wissenschaftlichen Kräfte für die Raketenentwicklung, getrieben durch Sergei Koroljow als visionärem und durchsetzungsfähigem Chefingenieur und Dmitri Ustinow, der sich zunächst als Minister für die Beschaffung (Rüstung) damit gegenüber Stalin profilieren und ab 1952 als Mitglied im Zentralkomitee der KPdSU die Verteilung der Mittel direkt beeinflussen konnte.:192–204,246–247 Im Gegensatz zu sonst üblichen Schwächen der kommunistischen Planwirtschaft wurde die Raketenentwicklung als militärisch-industrieller Komplex effizient konzentriert koordiniert und unter großer Geheimhaltung zielstrebig vorangetrieben.

## Entwicklung

### Die R-7

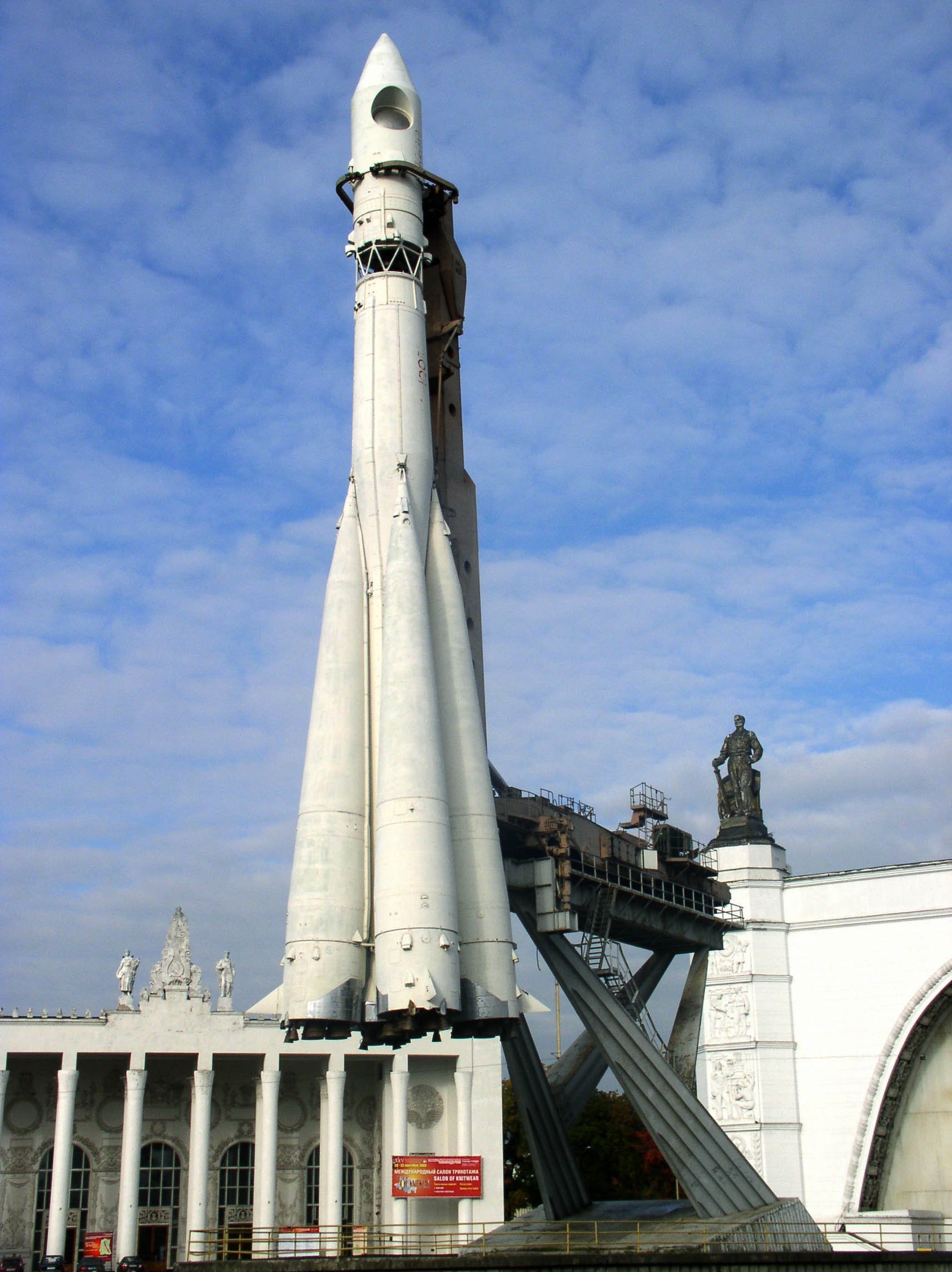
R-7 in Moskau

Als herausragende Ingenieursleistung Koroljows, weil besonders einfach und damit zuverlässig, gilt die anfangs als Interkontinentalrakete konzipierte R-7. Sie wurde mit nur kleinen Variationen die am meisten eingesetzte Trägerrakete weltweit und wird bis heute als Träger der Sojus-Raumschiffe und Progress-Transporter eingesetzt u. a. zum Mannschaftstransport zur ISS und ihrer Versorgung.
Mit einer R-7 startete auch Sputnik 1 am 4. Oktober 1957, der erste Erdsatellit – eine Sensation, die auch im Westen Begeisterung für die Raumfahrt weckte. Der Start erfolgte im Rahmen des Internationalen Geophysikalischen Jahres 1957 und führte in den westlichen Ländern zum sogenannten Sputnikschock. Bis zu diesem Zeitpunkt hatten die westlichen Geheimdienste die Fortschritte der sowjetischen Raketenentwicklungen unterschätzt. Helmut Gröttrup, der vom britischen Geheimdienst im Dezember 1953 nach seiner Rückkehr aus der Sowjetunion im Rahmen des Spionageprogramms Operation Dragon Return abgefangen und befragt worden war, hatte auf die Bedeutung des damals im Westen unbekannten Sergei Koroljow hin und vor der begonnenen Entwicklung von Interkontinentalraketen gewarnt. In einer Analyse vom März 1957 traute die CIA der Sowjetunion den Start eines Satelliten für wissenschaftliche Zwecke im Jahr 1957 zu, aber erst ab 1963 mit militärisch leistungsfähigen Aufklärungssatelliten. Sputnik 1 wurde als erster künstlicher Erdtrabant das erste Mal weltweit am 13. Oktober 4:51 (MEZ) in Rodewisch beobachtet.
Ein weiterer Meilenstein der sowjetischen Raumfahrt war der Flug Juri Gagarins, des ersten Menschen im Weltraum. Nach der erfolgreichen Erdumrundung am 12. April 1961 wurde er in Moskau und in aller Welt mit großer Begeisterung gefeiert. Am Lenin-Prospekt in Moskau wurde 1980 das gewaltige, futuristische Gagarin-Denkmal errichtet.
Für die sowjetische Führung und Regierungschef Nikita Chruschtschow kamen diese Erfolge eher unerwartet. Man zögerte aber nicht, sie propagandistisch zu nutzen, um die Überlegenheit des Kommunismus zu demonstrieren.

### Wettlauf zum Mond

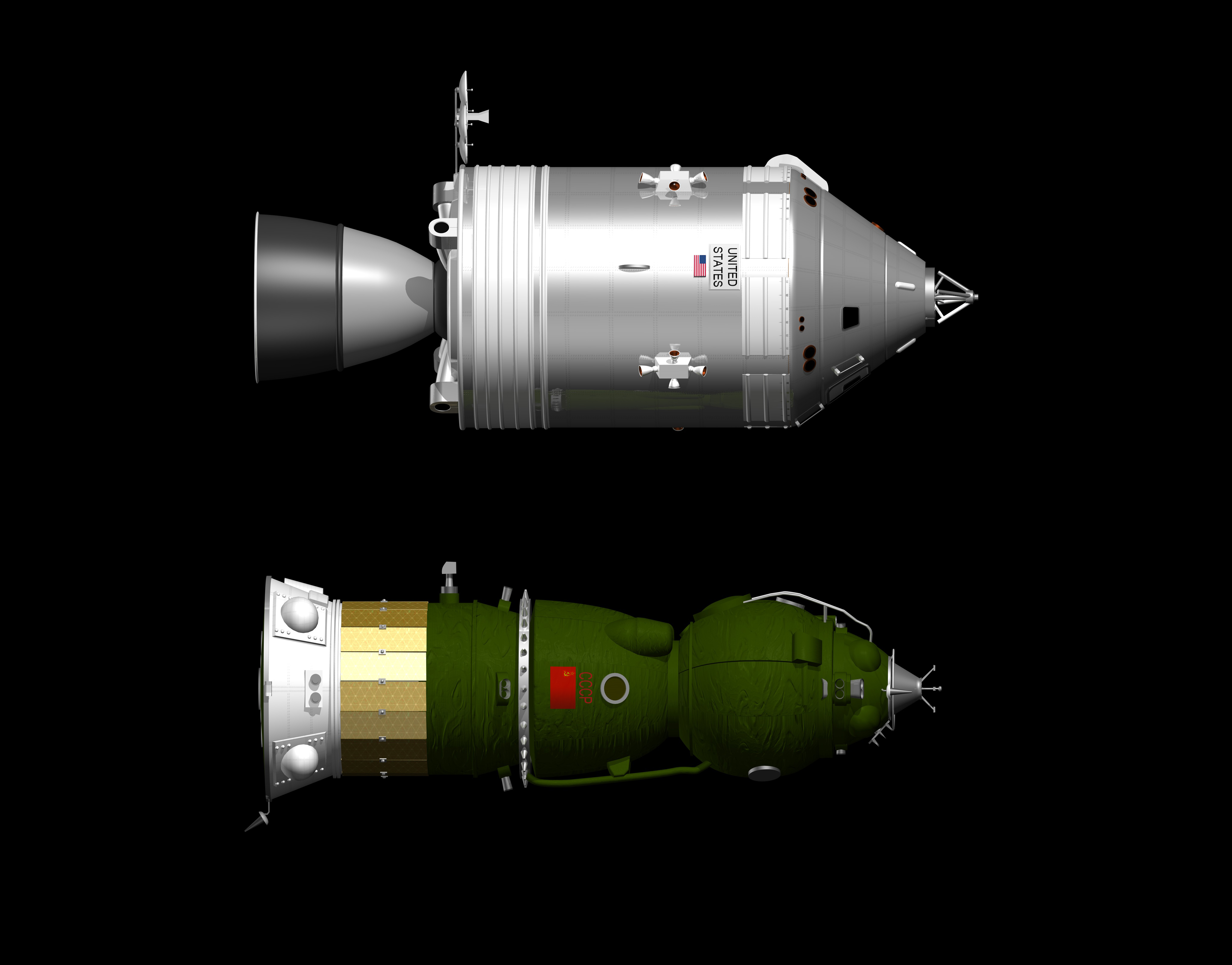
Darstellung und Größenvergleich des sowjetischen und des amerikanischen Mondraumschiffes

Auch in den Wettlauf zum Mond stieg die Sowjetunion ein und konnte hier mit den Lunik-Missionen bereits 1959 Erfolge verbuchen und ab 1963 mit dem Luna-Programm fortsetzen. Für eine bemannte Mission brauchte man aber eine neue, große Trägerrakete. Nach dem Tode Koroljows 1966 gelang es jedoch nicht, die vorhandenen Mittel und Fähigkeiten erfolgreich auf diese Aufgabe zu konzentrieren: Nach mehreren Fehlstarts wurden die Arbeiten an der gewaltigen N1-Rakete 1974 eingestellt und das bemannte sowjetische Mondprogramm beendet.
In einer ARD-BBC-Koproduktion von 2005 wurde der „Wettlauf zum Mond“ als TV-Dokudrama inszeniert. In der Mischung aus Originalmaterial, Computergrafik und aufwändigen Spielszenen wurden auch Details verarbeitet, die erst in jüngerer Zeit bekannt geworden waren.

### Planetensonden
Mit Lunochod wurden noch beachtenswerte Roboter-Missionen zum Mond angeschlossen. Die verschiedenen Missionen zum Mars verliefen jedoch überwiegend glücklos: Von den gleichnamigen Mars-Sonden startete Mars 1 im Jahre 1962 und erreichte den Planeten, konnte aber wegen technischer Probleme keine Daten liefern. Ein ähnliches Schicksal hatten Mars 2 und 3, die 1969 starteten. Die 1973 abgesandten Sonden 4 bis 7 waren von Elektronikproblemen geplagt, nur Mars 5 lieferte eine Reihe von Fotos. Auch die beiden Phobos Sonden zur Erforschung des Marsmondes Phobos im Jahr 1988 konnten ihre Ziele nicht erreichen. Schließlich musste 1996 auch die russische Mars 96 Sonde nach einem Fehlstart abgeschrieben werden.

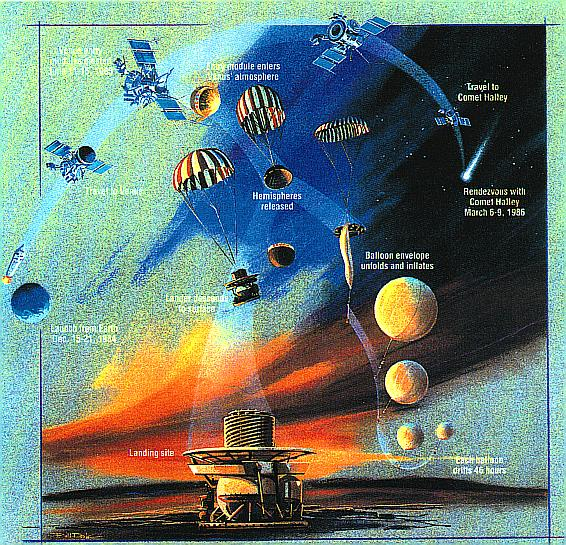
Etappenschema zu den Vega-Missionen

Anders die Sonden zum heißen, sonnennahen Nachbarplaneten Venus: Zwischen 1965 und 1984 wurden insgesamt fünfzehn Venera-Missionen gestartet, mit überwiegend erfolgreichem Verlauf, wobei zahlreiche Daten, Radarkartierungen und hochauflösende Fotos übermittelt wurden. Zwischen 1984 und 1986 schlossen sich, unter Beteiligung internationaler Wissenschaftler, die Vega 1 und 2 Missionen an. Dabei wurden jeweils Landesonden auf der Venus abgesetzt, gefolgt von einem Rendezvous mit dem Kometen Halley. Wenn auch nur wenig wissenschaftlich neues Material entstand, demonstrierten die Vega-Missionen doch, dass man technologisch weiter auf der Höhe war.

### Buran und Energija

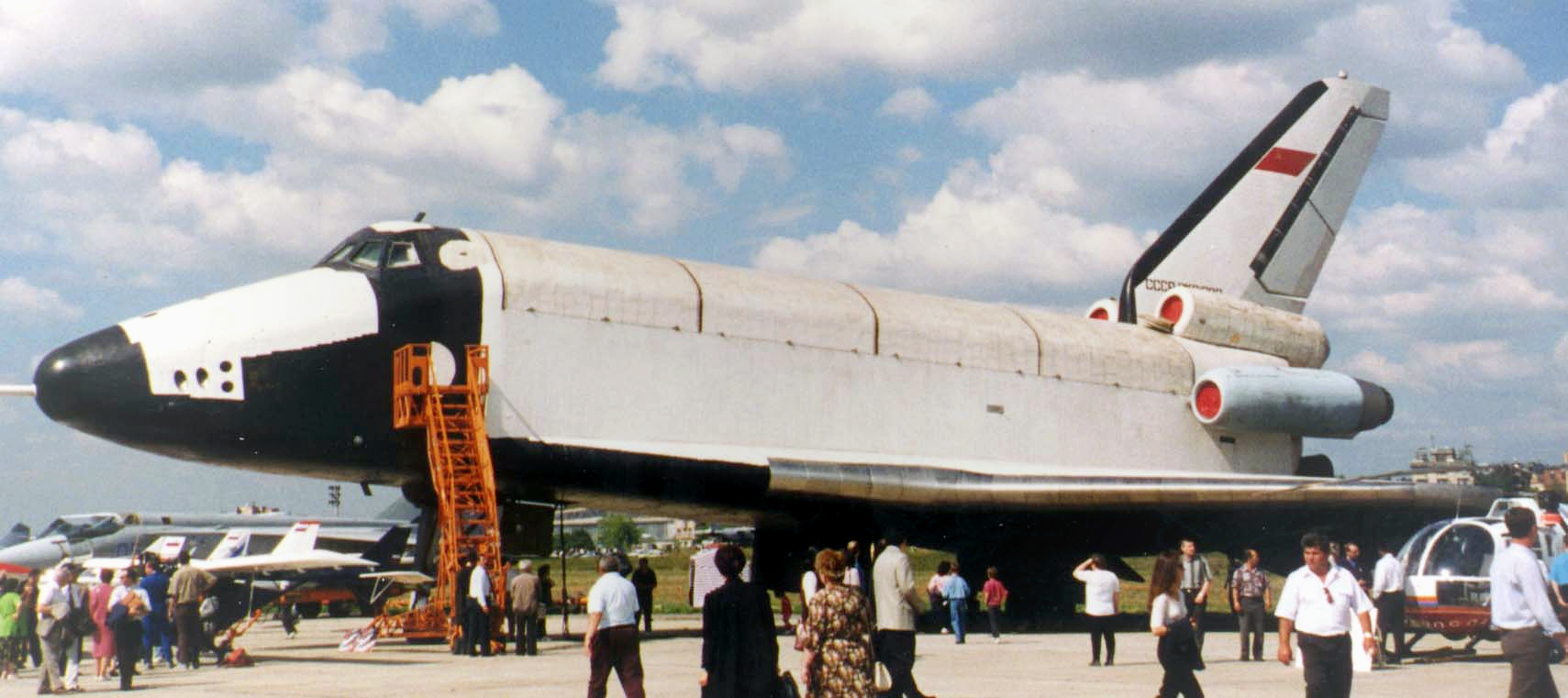
Raumfähre Buran, 1997 auf einer Ausstellung

Mit der Entwicklung der Raumfähre Buran und der dazugehörigen Trägerrakete Energija startete die Sowjetunion ab 1976 noch einmal ein neues, technologisch ehrgeiziges Weltraumprojekt. Auf den ersten Blick dem US-amerikanischen Space Shuttle ähnlich, war das System jedoch flexibler konzipiert: Die Energija war als eigenständige Trägerrakete mit 96 Tonnen, später als Vulkan mit 175 Tonnen Nutzlast (für einen niedrigen Erdorbit) ausgelegt und selbst zur Wiederverwendung konstruiert. Die relativ kleinen Triebwerke des Buran wurden beim Start erst nach Erreichen des Weltraums zur Anhebung des sonst nach Brennschluss der Energija zu niedrigen Perigäums eingesetzt und fielen damit wesentlich leichter aus. Diese Auslegung ermöglichte der Buran eine höhere Nutzlast von 30 Tonnen, gegenüber 25 Tonnen des etwa gleich großen Shuttles.
Nach einer Reihe erfolgreicher, unbemannter Testflüge wurde das Programm 1993 offiziell eingestellt, nachdem durch die Auflösung der Sowjetunion die Budgets weggebrochen waren. Die eigenständig einsetzbare Energija war danach auch kommerziell nicht nutzbar, gerade weil ihre hohe Kapazität vom Markt nicht abgefragt wurde.

### Mir

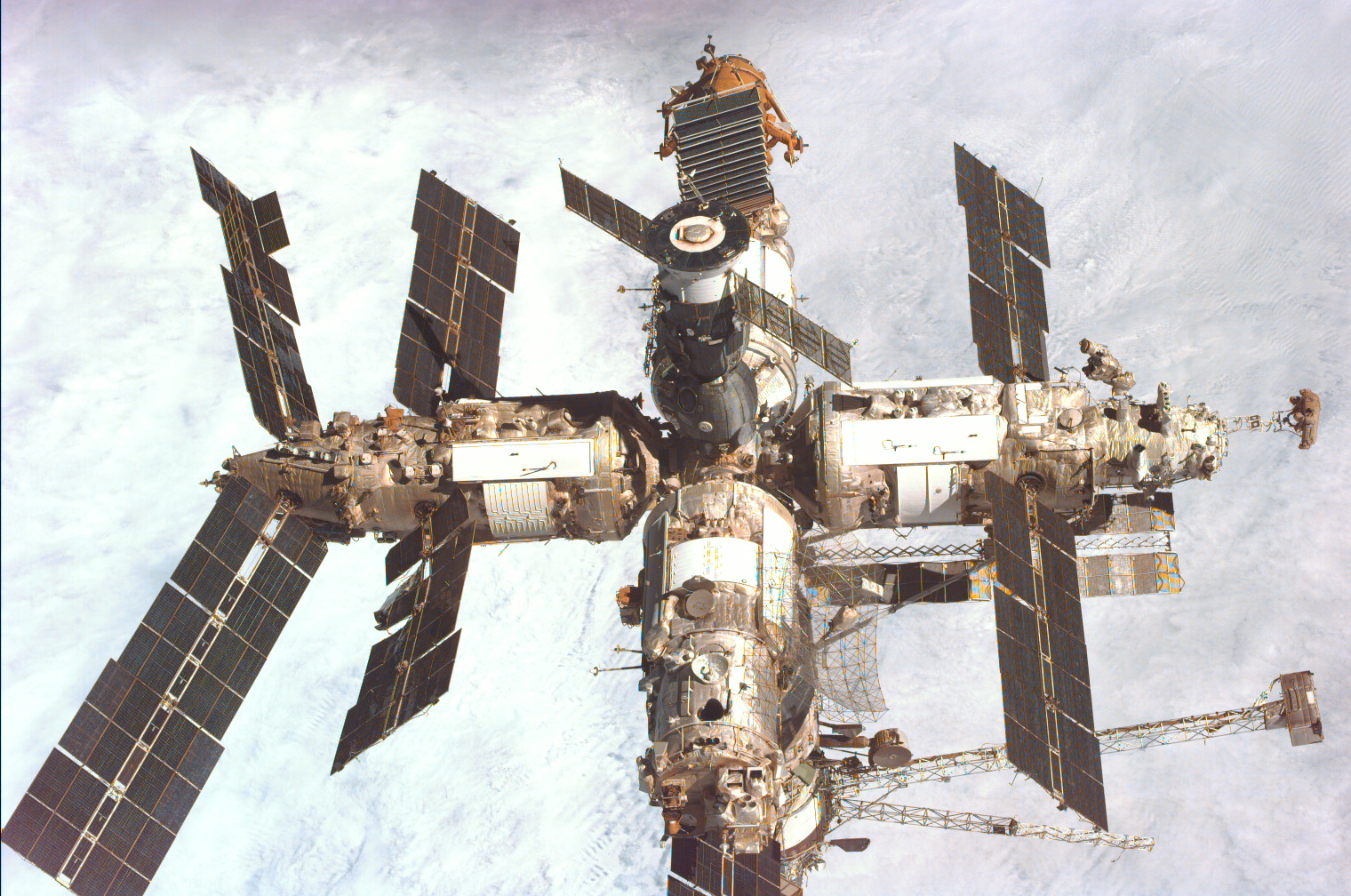
Raumstation Mir im Erdorbit

In das Blickfeld der Weltöffentlichkeit gelangte die sowjetische Raumfahrt zuletzt vor allem mit der Raumstation Mir. Zwischen dem Start am 19. Februar 1986 und dem gezielten Absturz am 23. März 2001 wurden hier zahlreiche wissenschaftliche Experimente betrieben und Rekorde gebrochen.

### Übergang in die russische Föderation
Die sowjetischen Ressourcen an Mensch und Material gingen damit überwiegend an die russische Raumfahrtagentur Roskosmos (anfangs RKA) über, die viele der bisherigen Projekte fort- und neue in Gang setzte. Zum Teil geschah dies in Zusammenarbeit mit der Ukraine, Kasachstan und anderen GUS-Staaten, die früher Teil der UdSSR waren. Einige Raketenprojekte wurden von der Ukraine fortgeführt.
Wesentliche Teile der sowjetischen Raumfahrtgeschichte sind im Kosmonautenmuseum in Moskau dokumentiert, das nahe der Metrostation WDNCh und des Haupteingangs der Ausstellung der Errungenschaften der Volkswirtschaft liegt.

## Meilensteine und Erstleistungen

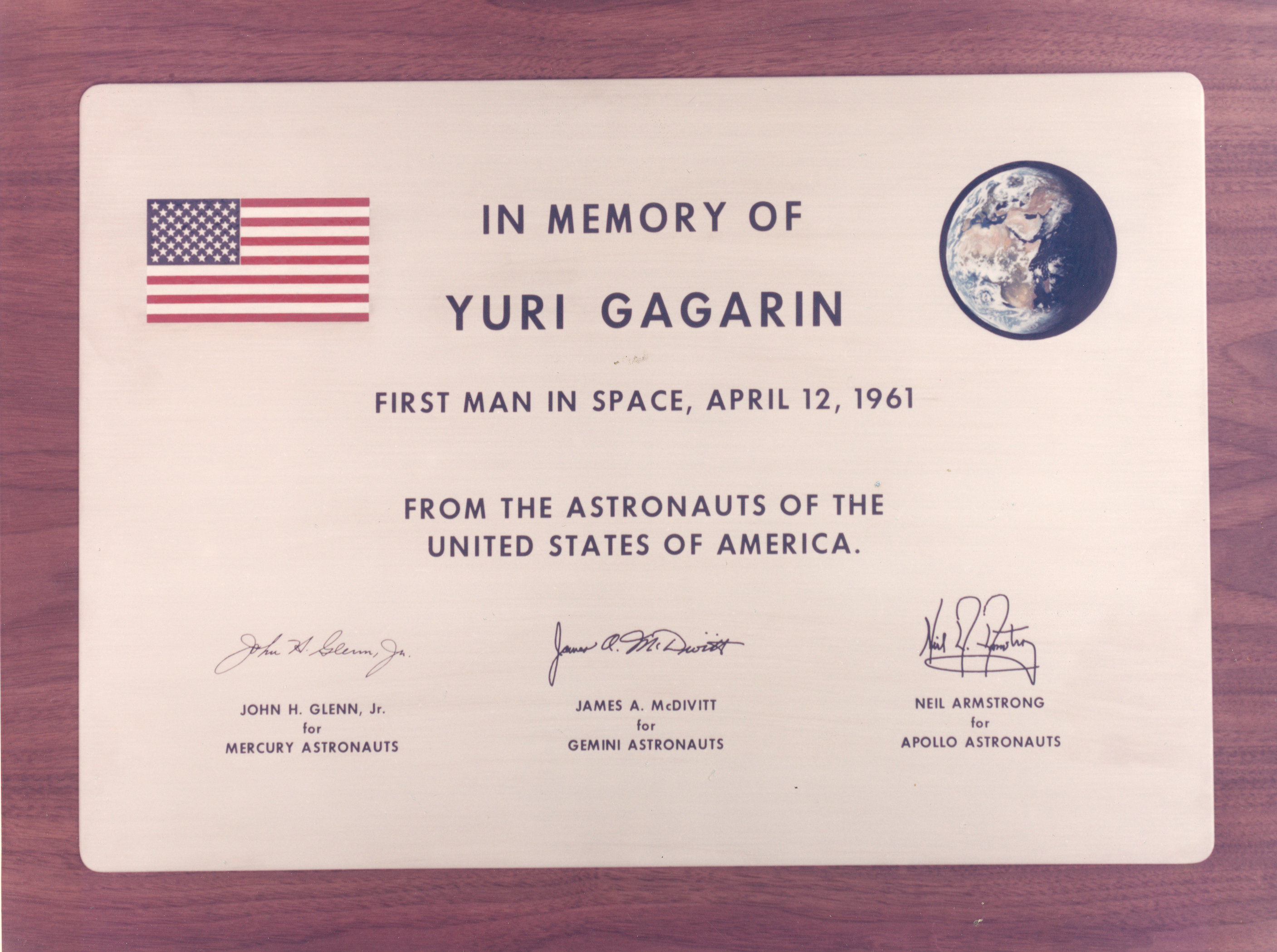
Amerikanische Gedenkplakette für Juri Gagarin

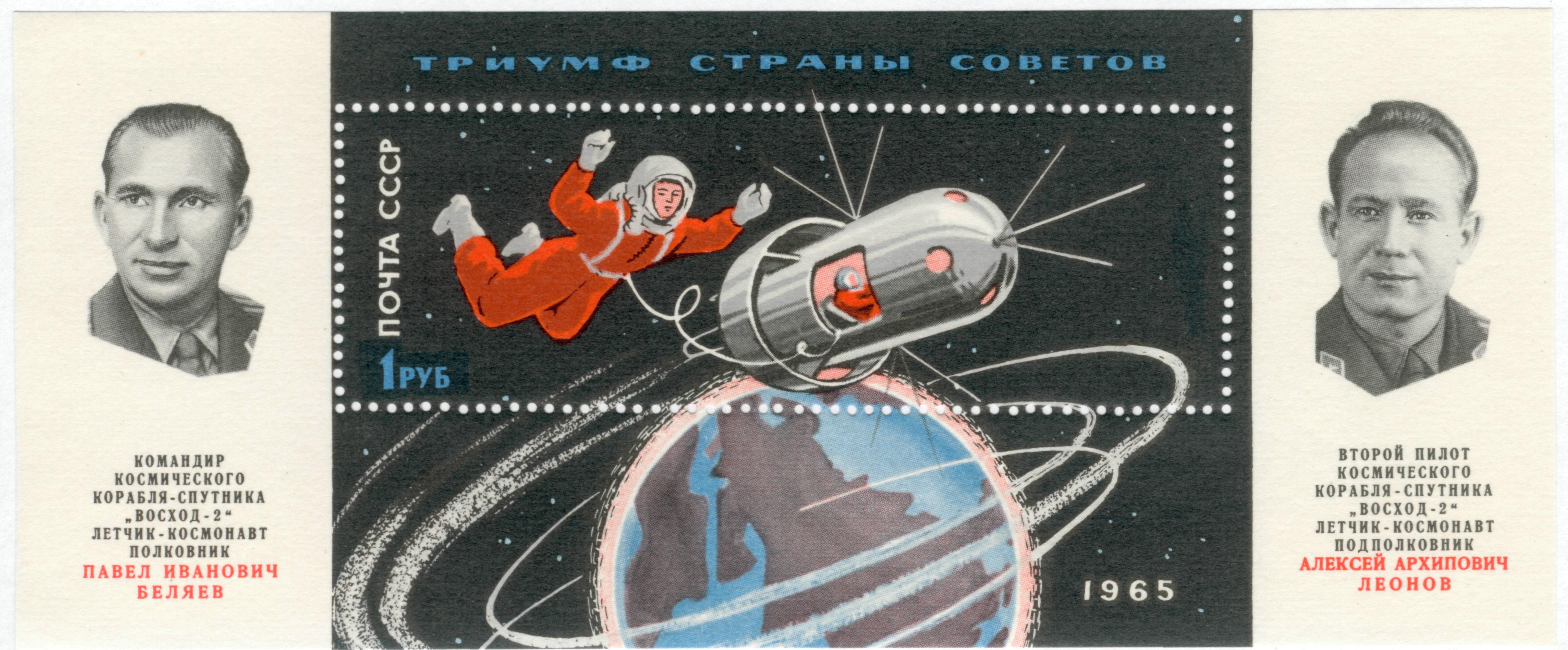
Blockausgabe der sowjetischen Post (1965); links: Beljajew, rechts: Leonow

- 1957: Erste Interkontinentalrakete – die R-7.
- 1957: Erster Satellit – Sputnik 1.
- 1957: Erstes Lebewesen in der Umlaufbahn – Hündin Laika in Sputnik 2.
- 1959: Erster Raumflugkörper außerhalb der Erdanziehung – Lunik 1.
- 1959: Erste harte Mondlandung – Lunik 2.
- 1959: Erste Bilder von der Mondrückseite – Lunik 3.
- 1960: Erste Lebewesen, die lebend aus dem All nach Erdumrundungen zurückkehrten und weich landeten – Hunde Belka und Strelka in Sputnik 5.
- 1961: Erster Mensch im All und in der Erdumlaufbahn – Juri Gagarin mit Wostok 1.
- 1962: Erster Gruppenflug – Wostok 3 und Wostok 4.
- 1963: Erste Frau im All – Walentina Tereschkowa mit Wostok 6.
- 1964: Erste Drei-Mann-Besatzung – Woschod 1.
- 1964: Erste Wissenschaftskosmonauten – Boris Jegorow und Konstantin Feoktistow bei Woschod 1.
- 1965: Erster Ausstieg in den Weltraum – Alexei Leonow bei Woschod 2.
- 1966: Erste weiche Mondlandung mit einer Sonde – Luna 9.
- 1966: Erste harte Landung mit einer Sonde auf einem anderen Planeten – Venera 3 auf der Venus.
- 1970: Erste automatische Rückkehr einer Sonde von einem anderen Himmelskörper – Luna 16.
- 1970: Erster ferngesteuerter Roboter und Fahrzeug im All auf dem Mond – Lunochod 1.
- 1971: Erste harte und erste weiche Landung auf dem Mars – Lander von Mars 2 und Mars 3.
- 1971: Erste Raumstation – Saljut 1.
- 1978: Erster Mitflug eines Kosmonauten aus einem Drittstaat (nach UdSSR und USA) – Vladimír Remek (Tschechoslowakei).
- 1984: Erste Frau beim Weltraumausstieg – Swetlana Sawizkaja in der Weltraumstation Saljut 7.
- 1986: Erste dauerhaft bemannte Raumstation – Mir, welche die Erde bis 2001 umkreiste.

Den vielen Erstleistungen stehen gescheiterte Großprojekte gegenüber, wie die lange geheim gehaltene Mondrakete N1, die Mars-Raumsonden oder die nach einem unbemannten Einsatz aufgegebene Raumfähre Buran. Viele Details über Misserfolge wurden erst nach der Perestroika bekannt.

## Siehe auch

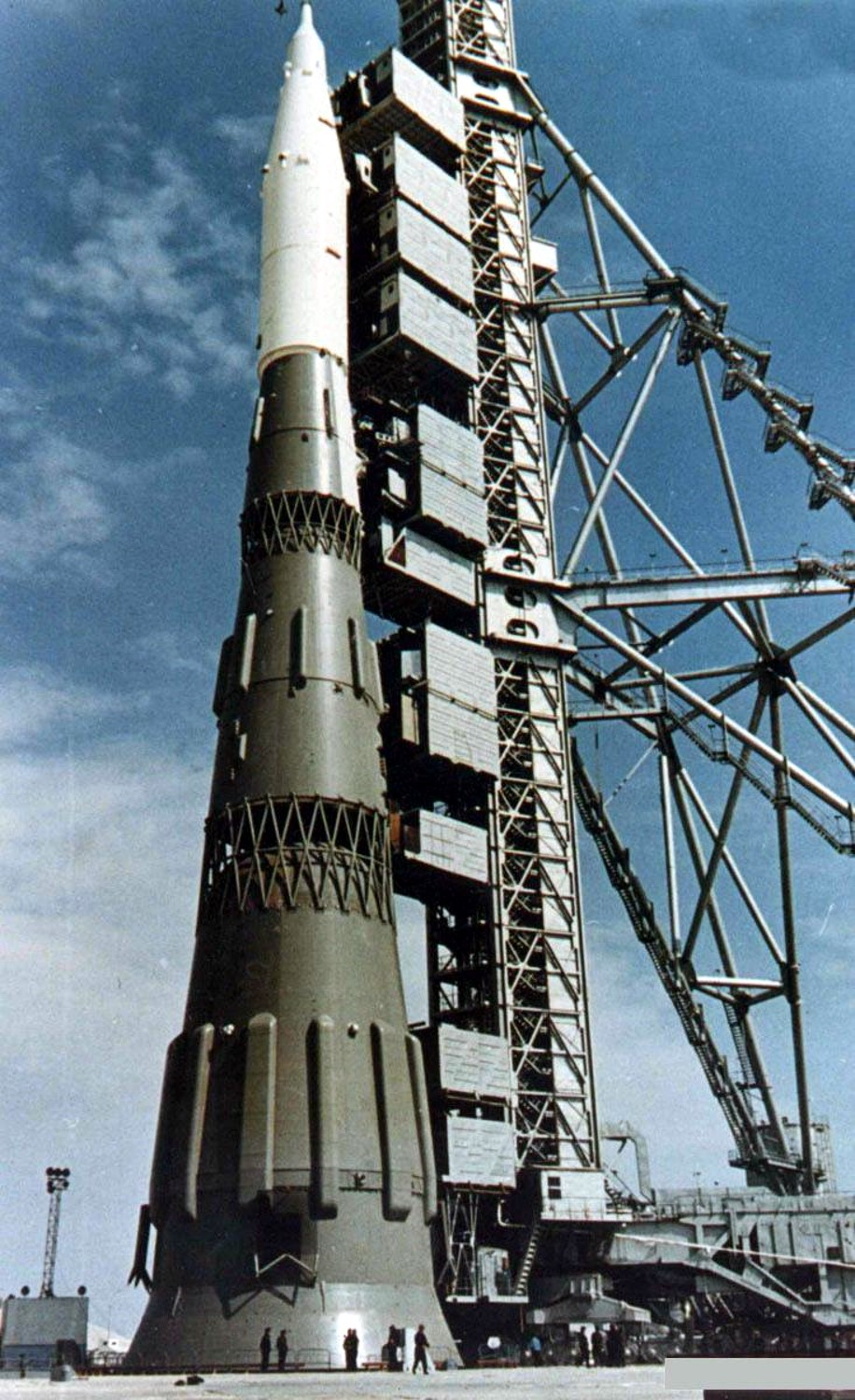
N1 Mondrakete